# Geigelstein
Le Geigelstein est un sommet des Alpes, à 1 808 m d'altitude, dans les Alpes de Chiemgau, en Allemagne (Bavière).
Le sommet du Geigelstein est à environ 1,3 km au nord du Breitenstein (1 661 m). Comme celui-ci, il est situé entre la vallée de la Prien à l'ouest et celle de la Tiroler Ache à l'est.